# Мышкар
Мышкар — деревня в Шиловском районе Рязанской области в составе Задубровского сельского поселения.

## Географическое положение
Деревня Мышкар расположена на Окско-Донской равнине у истоков реки Мышкар (приток Непложи), в 19 км к юго-западу от пгт Шилово. Расстояние от деревни до районного центра Шилово по автодороге — 39 км.
Деревня окружена небольшими лесными массивами, к северу от неё — Лес Верновский (урочище Заповедник). Ближайшие населенные пункты — поселок Красногвардейский, села Задубровье и Крутицы.

## Население
По данным переписи населения 2010 г. в деревне Мышкар постоянно проживают 7 чел.

## Происхождение названия
По мнению краеведов И. Журкина и Б. Катагощина, деревня Мышкар получила название по наименованию одноименной речки, у истоков которой расположена. Происхождение названия речки не выяснено.
Э. М. Мурзаев в «Словаре народных географических терминов» (1984), отмечал, что у финно-угорских народностей термин «мыш» означает бугор, возвышенность, холм.

## История
К 1891 г., по данным И. В. Добролюбова, деревня Мышкар относилась к приходу Никольского храма села Задубровье, и в ней насчитывалось 26 дворов.